# 長野県道188号上槻木矢ヶ崎線

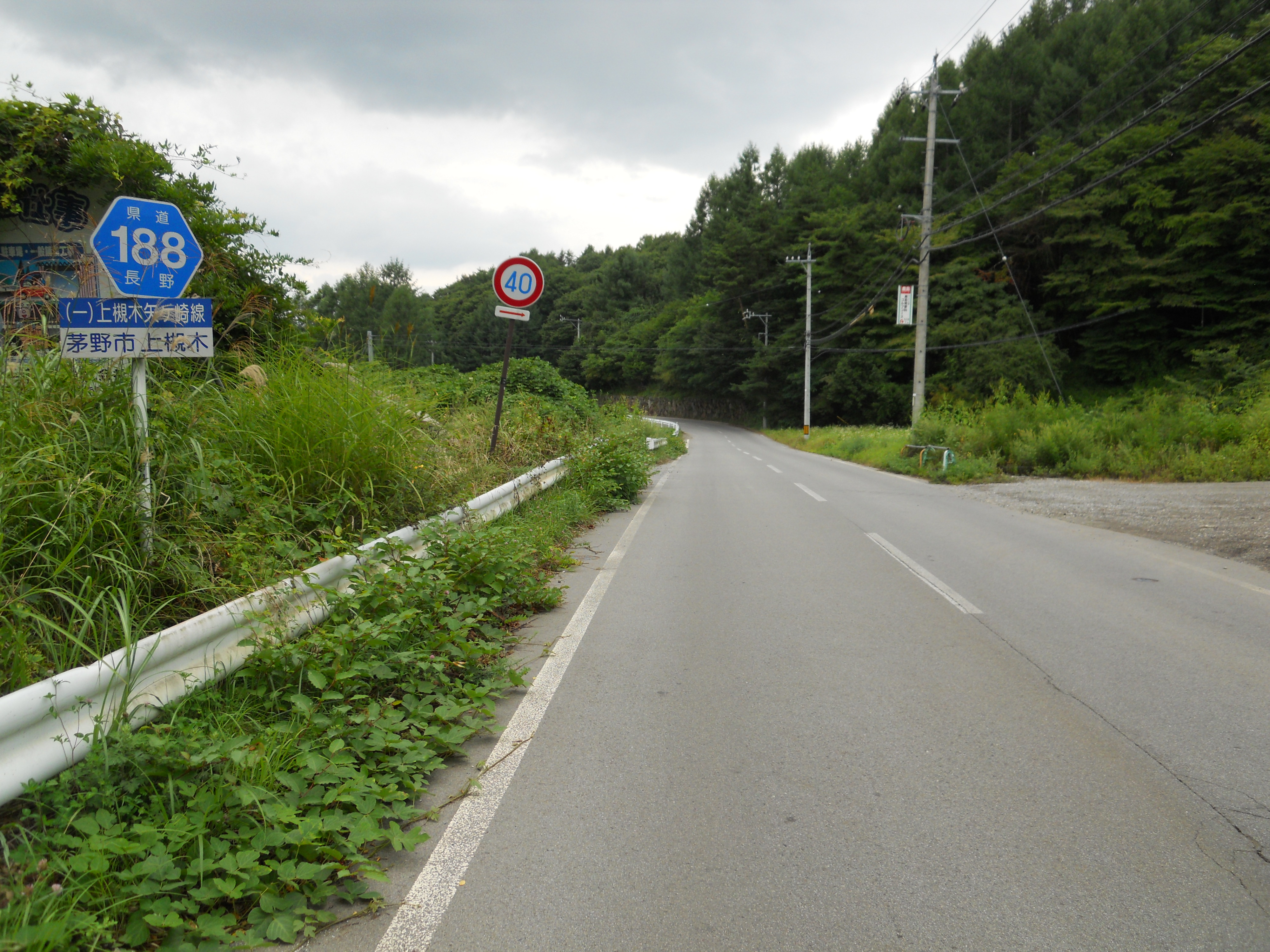
県道起点付近（2013年撮影）

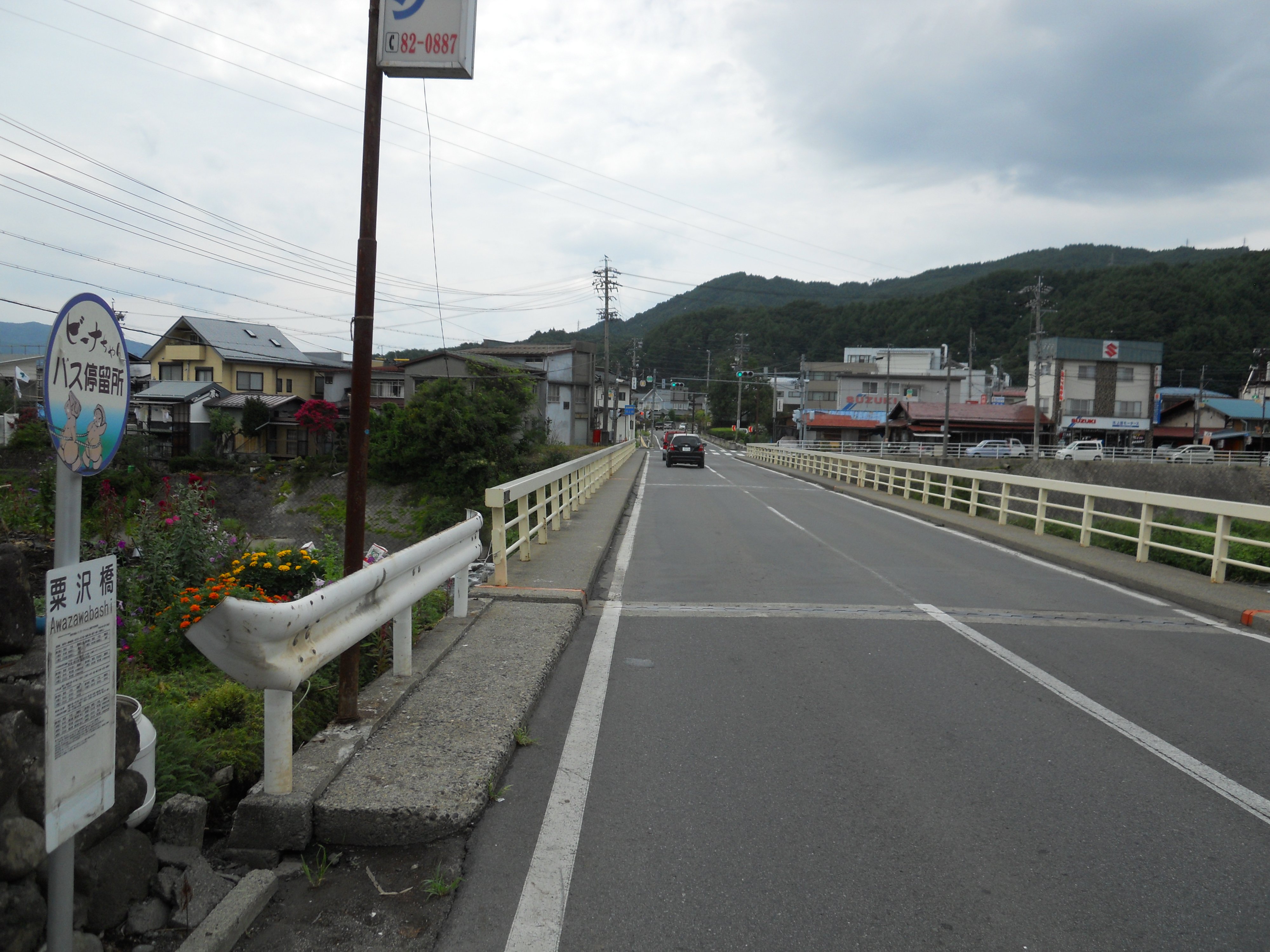
粟沢橋（終点付近、2013年撮影）

長野県道188号上槻木矢ヶ崎線（ながのけんどう188ごう かみつきのきやがさきせん）は、長野県茅野市を走る一般県道。

## 概要

### 路線データ
- 起点：茅野市大字泉野字上槻木
- 終点：茅野市本町（粟沢橋交差点、長野県道192号茅野停車場八子ヶ峰公園線交点）

## 交差する道路
- 長野県道17号茅野北杜韮崎線
- 長野県道196号神ノ原青柳停車場線
- 長野県道192号茅野停車場八子ヶ峰公園線